# Paul Babeliowsky
Paul Babeliowsky (Bloemendaal, 27 maart 1952 – Hilversum, 8 september 2023) was een Nederlands (pers)fotograaf.
Hij was zoon van Johannes Anthonius Theodorus Babeliowsky, leraar Frans en Russisch, en Bertha Antoinette Barbara Spaans.
Zijn basisopleiding vond plaats in de techniek. Hij studeerde aan de Hogere Technische School en werkte enige tijd in de machinekamers van de schepen van de Holland Amerika Lijn (HAL). Het fotograferen tijdens die reizen, leidde tot een studie daarin.
Hij kreeg zijn opleiding aan de Fotovakschool in Apeldoorn (1975-1977) en vervolgens aan de Rijksakademie van beeldende kunsten (visuele communicatie, 1976-1978). Al tijdens de studie was hij journalist, waarbij zijn aandachtspunten lagen op de politiek en de daarbij behorende gevolgen. In de periode 1979 tot 1983 was hij voorts docent fotografie aan de Universiteit van Amsterdam, vanaf 1989 aan de School voor de Journalistiek. Zijn hoogtepunt voor wat betreft fotograferen vond plaats in de jaren zeventig en tachtig van de 20e eeuw, waarbij verhalend fotografeerde voor de Volkskrant, Trouw, NRC-Handelsblad, Het Parool, Nieuwe Revu, De Tijd, Elsevier, Plaatwerk en Flying Dutchman. Een aantal musea hield exposities van zijn werk, zoals Amsterdam Museum (serie over Zuid-Afrikaanse townships uit 1987), Joods Historisch Museum (Nieuwe generatie, 1985) en Museum Fodor. Het Internationaal Instituut voor Sociale Geschiedenis, het Gemeentearchief Amsterdam, het Prentenkabinet te Leiden en de Verenigde Naties in Genève hebben foto’s van hem in hun collectie.     
Babeliowsky was tijdgenoot van Hannes Wallrafen, Taco Anema, Koen Wessing en Hans Aarsman. Hij was betrokken bij de oprichting van fotopersbureau Hollandse Hoogte en werkte mee aan verslaglegging in beelden van de Kroningsoproer in 1980 en de Tweede Kamerverkiezingen 1981 (tentoongesteld in het Rijksmuseum).
Zijn bewegingsvrijheid werd vanaf 2001 beperkt door nierfalen en de daarbij behorende dialyses. Hij ving dat deels op door zijn archief te digitaliseren. De ziekte, die hij wel vastlegde, zou hem in 2023 fataal worden.

Babeliowsky was getrouwd en liet twee kinderen na. Zijn rouwadvertentie draagt een citaat van Remco Campert:
Tenslotte wint de dood, en hoe